# IJsselstein
Pour les articles homonymes, voir IJssel (homonymie).
IJsselstein ne doit pas être confondu avec Ysselsteyn, village du Limbourg néerlandais
IJsselstein est une commune et une ville des Pays-Bas, en province d'Utrecht.
IJsselstein doit son nom à l'Yssel hollandais, la rivière qui traverse la ville. La ville fait partie de la région métropolitaine d'Utrecht. IJsselstein est entouré des municipalités d'Utrecht, Montfoort, Lopik, Vijfheerenlanden et Nieuwegein.

## Histoire
IJsselstein a été créé comme une colonie près du château d'IJsselstein. Il est mentionné pour la première fois en 1279 quand Gijsbrecht van Amstel (nl) en a pris possession. Plus tard, ce dernier s'est naturellement fait appeler Gijsbrecht van IJsselstein.
Vraisemblablement, le village a reçu les privilèges urbains en 1310. C'est donc une année importante pour IJsselstein. Mais il y a aussi un acte pour l'ordination de l'église Nicolas (ou Nicolaaskerk), un acte de mariage de Marie de Hainaut (nl) et Arnoud d'Amstel (nl), et un autre acte de cette année dans lequel la permission est accordée de tenir désormais trois foires annuelles. La ville d'IJsselstein, de par son statut, est alors officiellement une entité bien réelle. Une enceinte est érigée vers 1390, peut-être pour la deuxième fois. En 1418, elle fut détruite par Jacqueline de Hainaut à la demande des Utrechtois et en 1466 par des bandes venues de Gueldre. Lors de la reconstruction après 1466, la zone a été protégée par la muraille était à peu près moitié moins grande qu'auparavant : la zone formée par l'actuel quartier de Nieuwpoort est restée à l'extérieur. Après une attaque du jeune Florent d'IJsselstein sur la ville d'Utrecht, la ville fut assiégée en représailles par les habitants d'Utrecht en 1482, puis de nouveau en 1511.
En 1551, Guillaume d'Orange est entré en possession d'IJsselstein à la suite de son mariage avec Anne d'Egmond et Buren.
Guillaume et ses successeurs, les princes d'Orange, n'ont pas prêté beaucoup d'attention à leur petite propriété féodale, mais sous la branche de la famille Nassau de Frise, qui a hérité de la baronnie après la mort de Guillaume III sans postérité, IJsselstein est devenu un petit paradis fiscal au XVIIIe siècle.
Avec la République, un certain nombre de mini-États indépendants existaient aux côtés des sept provinces de ce siècle. IJsselstein était l'un d'eux. Contrairement à d'autres refuges identiques, la baronnie a beaucoup moins utilisé son autonomie pour accorder l'asile aux criminels, mais au contraire elle s'est transformée en un paradis fiscal qui attirait des résidents riches de toute la République. Les rentiers étaient particulièrement attirés par les taux d'imposition. IJsselstein était moins attrayant pour les entrepreneurs et les particuliers en faillite. La ville a choisi la position d'une certaine respectabilité.
Marie-Louise de Hesse-Cassel, la régente de Guillaume IV, fit exécuter des travaux publics à IJsselstein. Des égouts et une école latine ont été construits. Il y avait également un professeur d'escrime pour les enfants des riches habitants.
Parce que l'autorité centrale de la République des Provinces-Unies était faible et que la position des stadhouders était forte, la révolution batave n'a mis fin à la position exceptionnelle d'IJsselstein, ni à celle des autres enclaves, qu'à la fin du XVIIIe siècle. Par contre, la perte d'autonomie fiscale a provoqué par la suite un déclin économique majeur.
Les impôts généraux élevés à l'époque ont également été introduits à IJsselstein. Une grande partie des rentiers a donc quitté la baronnie. En outre, d'autres piliers économiques, comme la culture du chanvre pour la fabrication de cordes, ont été affectés par le blocus continental, que les Français ont introduit en 1806 et qui a interdit le commerce entre le continent européen et la Grande-Bretagne. IJsselstein est entré dans une période de grande pauvreté au XIXe siècle. Ce n'est qu'après la Seconde Guerre mondiale qu'IJsselstein, devenue une ville de banlieue, a de nouveau prospéré.

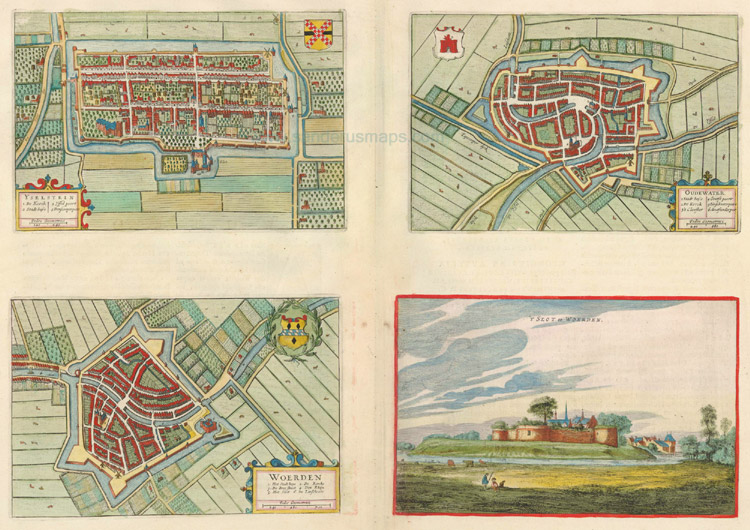
Plan de la ville vers 1649 d'après J. Blaeu (en haut à gauche) et une vue de la ville (en bas à droite).
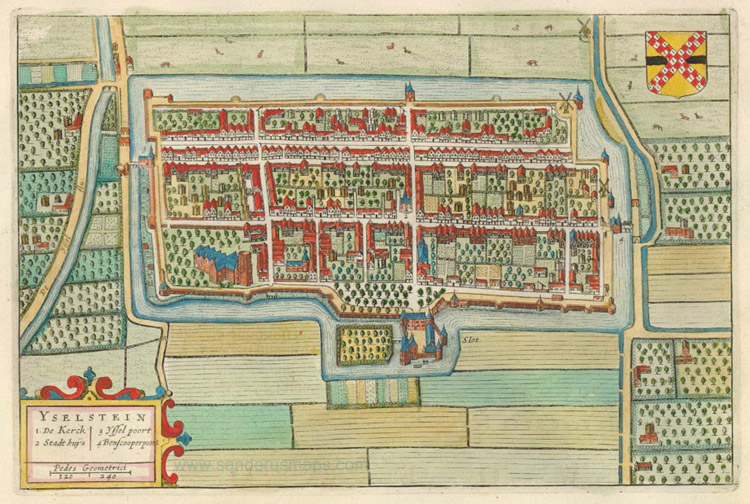
Reprise du plan de 1649, indiquant l' IJsselpoort à l'ouest et la Benscooperpoort à l'est. On y voit le château au sud.